# Восья
Во́сья (рос. Восья) — селище у складі Грязовецького району Вологодської області, Росія. Входить до складу Вохтозького міського поселення.

## Населення
Населення — 21 особа (2010; 52 у 2002).
Національний склад (станом на 2002 рік):
- росіяни — 100 %